# Caligo illioneus
Caligo illioneus is een vlinder uit de familie Nymphalidae. De wetenschappelijke naam van de soort is voor het eerst geldig gepubliceerd in 1776 door Pieter Cramer.